# Cat Nunatak
Cat Nunatak är en nunatak i Antarktis. Den ligger i Östantarktis. Nya Zeeland gör anspråk på området. Toppen på Cat Nunatak är 604 meter över havet, eller 61 meter över den omgivande terrängen. Bredden vid basen är 1,3 km.
Terrängen runt Cat Nunatak är huvudsakligen kuperad. Trakten är obefolkad. Det finns inga samhällen i närheten.